# Sébastien Paindestre
Sébastien Paindestre, né le 6 juillet 1973 à Montreuil (Seine-Saint-Denis), est un pianiste et compositeur de jazz français. Il est Professeur d’Enseignement Artistique (Lauréat concours session 2023), discipline Jazz à la cité de la musique Simone Veil de Meaux.

## Biographie
Sébastien Paindestre intègre en 1990 le CRD de Montreuil dans la classe de piano classique de Sylvie Irla et Olivier Chauzu : des œuvres de Bach, Mozart, Chopin, Ravel et Debussy le marquent profondément.
Il étudie le jazz avec Jean-Claude Fohrenbach, Didier Levallet et Stephan Oliva, diplômé de la médaille d’or en 2000 (CRD de Montreuil).
Ancien élève d’Erik Berchot (6è prix Chopin en 1980), Sébastien Paindestre a été le pianiste de la comédienne et metteuse en scène Ève Griliquez pendant trois ans, il a joué ces dernières années avec les jazzmen et jazzwomen de la scène jazz française : Baptiste Herbin,Christophe Panzani,David El Malek, Benjamin Henocq, Michel Portal, Sylvaine Hélary, Pierrick Pedron, Jean-Philipe Rykiel, Bernard Paganotti, Céline Bonacina,  Frédéric Couderc, Pierre-Olivier Govin,  Yoni Zelnik, Antoine Paganotti,  Stéphane Kerecki, Karl Jannuska, Anne Paceo
Il a également joué et enregistré avec des jazzmen et jazzwoman Américains : Janis Siegel de The Manhattan Transfer, Mike Richmond, Dave Schroeder, Billy Drummond, Billy Drewes, John Hadfield, Martin Wind...
Il dirige sa propre formation jazz depuis 2001, Sébastien Paindestre Trio, et est le leader depuis 2007 de l'Amnesiac Quartet, avec certains (ex) musiciens de Magma, qui s’exprime sur la musique de Radiohead.
Il collabore avec le compositeur de musique électroacoustique Jacques Lejeune depuis 2006, et avec le saxophoniste classique Nicolas Prost, à qui il dédie en 2015 une pièce pour piano et saxophone : Round' Radiohead.
En 2012 il rencontre Thom Yorke du groupe Radiohead à l'after show de Paris Bercy, invité par la production à la suite du Tribute to Radiohead enregistré par son groupe Amnesiac Quartet.
Il a également écrit la musique de films inédits de Georges Méliès sortis en DVD en avril 2008 (Studio Canal, Les Films Christian Fechner).
Il enregistre en 2015 à New York un disque avec son nouveau groupe américain Atlantico en co-leader avec le saxophoniste Dave Schroeder de l'université de New York aux côtés de Billy Drummond (en) et Martin Wind.
Professeur à l'université de New York depuis 2016, Sébastien Paindestre se produit en octobre 2018 au Blue Note de New-York avec notamment Dave Schroeder, Mike Richmond et Billy Drewes
En septembre 2022 est sorti l'album Border Jazz (La Fabrica'son label, Socadisc) avec le saxophoniste classique Nicolas Prost, ils créent ensemble sur trois continents (Asie, Europe et États-Unis) des pièces pour piano et saxophone inédites de Chris Potter, James Carter, Bojan Z, Ibrahim Maalouf, Baptiste Herbin, John Helliwell, Franck Tortiller, Olivier Calmel,  Alban Darche, Stéphane Colin et également une pièce de 10 minutes pour 2 saxophones et piano de Sébastien Paindestre intitulée Triptyque l'âmes du temps
Le 22 février 2023, à New-York est créée la « Sherwood Sonata » de Wayne Shorter par Nicolas Prost et Sébastien Paindestre.

## Discographie
Sébastien Paindestre Trio :
Sébastien Paindestre (p), Antoine Paganotti (d), Jean-Claude Oleksiak (b)
- 2005 : Écoutez-moi, (ASR Records)
- 2008 : Parcours, (Muséa)
- 2010 : Live @ Duc des Lombards, (ARC Records)
- 2016 : Paris, (La Fabrica'son label)
- 2025 : Kurosawa's motion picture, (La Fabrica'son label)

Amnesiac Quartet :
Sébastien Paindestre (kb), Fabrice Theuillon (s), Antoine Paganotti (d), Joachim Florent (b), Bruno Schorp (b), Clotilde Rullaud (v)
- 2010 : Tribute to Radiohead, Muséa
- 2013 : Tribute to Radiohead vol.2, Muséa
- 2022 : Tribute to Radiohead vol.3 (La Fabrica’son label)

Atlantico :
Dave Schroeder (s, cl, fl, harm), Billy Drummond (d), Martin Wind (b), Sébastien Paindestre (p)
- 2016 : En Rouge, (La Fabrica'son label)
- 2019 : New Easter Island, (La Fabrica'son label)
- 2021 : A Stovepipe hat made from silk (La Fabrica’son label)

Autres participations :
- 2011 : BOHP 4 quartet, Terres (Musea)
- 2013 : Nathy Gale, Singing
- 2015 : Raïssa Lahcine, Premier album (Musea)
- 2018 : Cyclone Quest, Dark world (Musea)
- 2019 : Maison Géometries, Watine (Watine)
- 2020 : Louis Beaudoin, Soul Searching (black and blue)
- 2022 : Nicolas Prost/Sébastien Paindestre Border Jazz (La Fabrica’son label)
- 2023 : Clément Dodray quintet, A New step (pousse pousse production)
- 2023 : Tokyo Paris Express, Argian (La Fabrica'son label)
- 2025 : Nicolas Prost/Sébastien Paindestre Border Jazz vol.2 (La Fabrica’son label)

Musiques de films :
- 2008 : Coffret DVD Georges Méliès, Studio Canal, musique de Sébastien Paindestre (p) sur Cendrillon ou la pantoufle merveilleuse et Le Génie du feu (films et musique inédits)
- : Cinematic Melancholy, avec Antoine Binant, label Sound For Production

## Éditions musicales et pédagogie
- Saxiana Jazz Pop, 24 pièces pour saxophone et piano, éditions Gérard Billaudot, 2018 (ISMN 979-0-043-10019-5)
- Clariana Jazz Pop, 24 pièces pour clarinette en si b et piano, éditions Gérard Billaudot, 2018 (ISMN 979-0-043-10020-1)